# Magé
Magé es una ciudad y municipio ubicado en el estado brasileño de Río de Janeiro. Su población era de 232,251 (2005) y su área es de 385.70 km².Actualmente, la ciudad cuenta con seis agencias bancarias y un hospital. 
Magepe-Mirim se estableció en 1566 por los colonistas portugueses.
El jugador internacional de fútbol Garrincha nació en Magé.
Desafortunadamente, Magé es conocida por los casos de corrupción política y crímenes que han sucedido en las últimas dos décadas. En las elecciones que ocurrieron el 5 de octubre de 2008, la actual alcalde - Núbia Cozzolino - fue reelegido con el 51 % de los votos válidos. Sin embargo, está siendo investigada por, entre otras cosas, comprar votos y robo de dinero público. Otros políticos involucrados en crímenes políticos y civiles - como Batata, que estuvo en la cárcel durante unos años debido al asesinato de otro político - fueron elegidos.

## Geografía
Ocupa un área de 386.61 km². Magé está limitada al norte con Petrópolis, al oeste con Duque de Caxias, al este con el municipio de Guapimirim y al sur con la bahía. El clima es tropical a lo largo del municipio, excepto en áreas cerca a Serra dos Órgãos que domina el clima tropical de altitud. La temperatura mínima es 64.4 °F en el mes de julio que es la temperatura más baja del municipio. En Inhomirim, las temperaturas pueden llegar fácilmente a los 42 °F en la noche durante los meses de junio, julio y agosto, así como la temperatura más baja del municipio.

## Economía
Según el Instituto Brasileño de Geografía y Estadística (IBGE), en 2021, el municipio de Magé tuvo un producto interno bruto (PIB) de R$ 4,765 millones. Su PIB per cápita, en 2021, fue de R$ 19.237,20.
Magé cuenta con poco más de 23.211 empresas activas. En cuanto a las empresas, las principales actividades económicas de Magé son la industria alimentaria, las actividades políticas, el comercio minorista, la manufactura y los servicios.